# カール・ルートヴィヒ (生理学者)

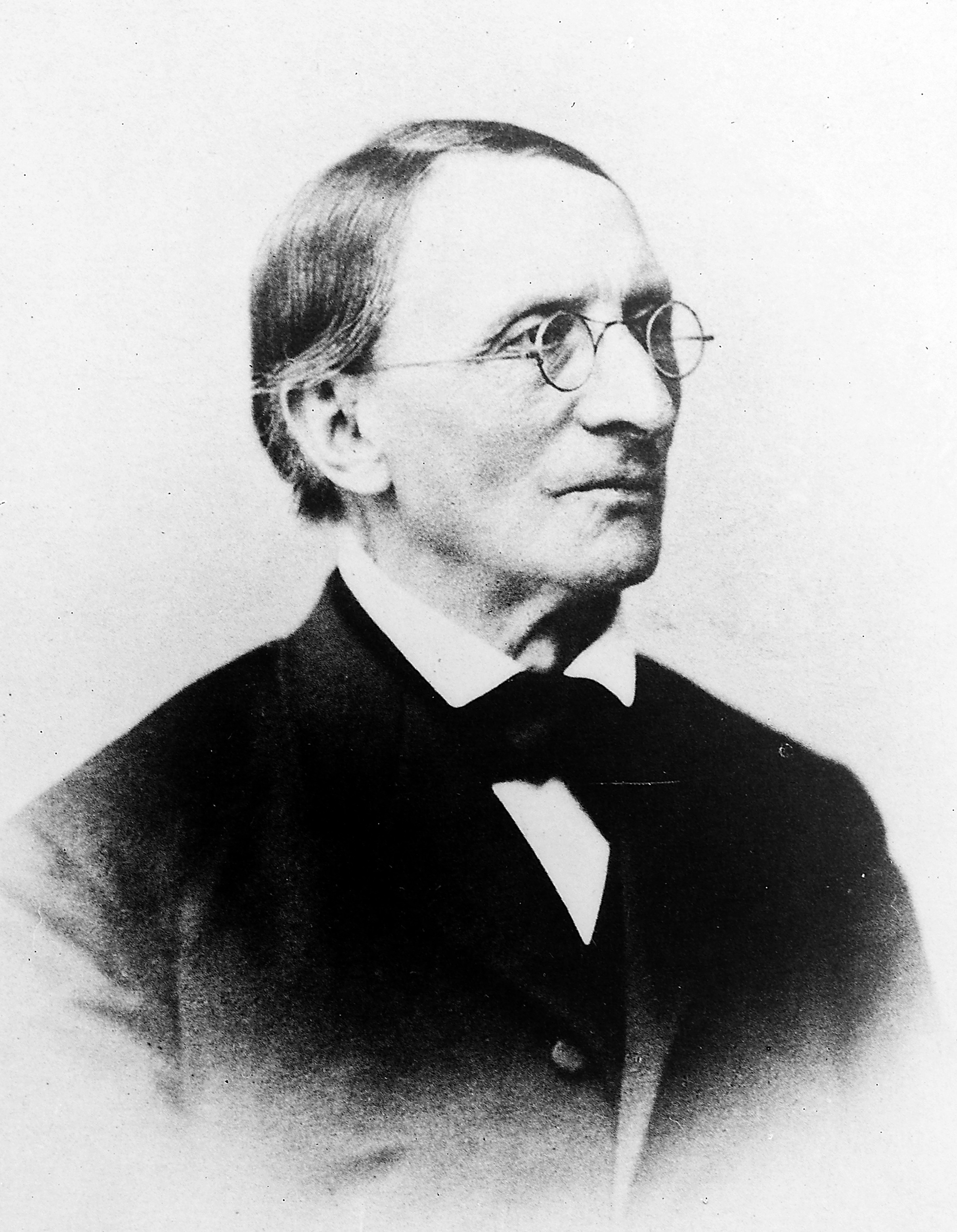
カール・ルートヴィヒ

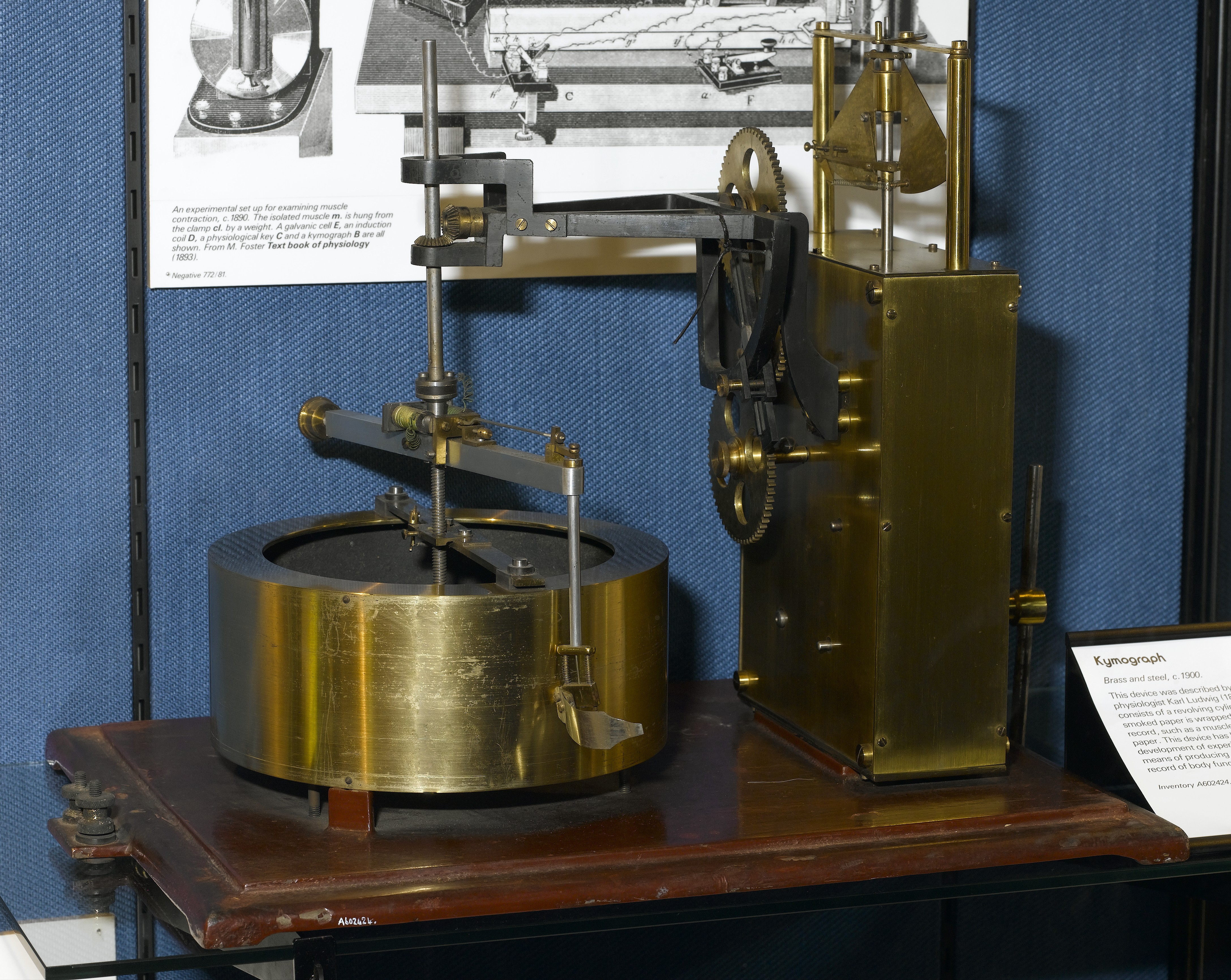
ルートヴィヒが開発した連続記録圧力計（キモグラフ:Kymograph)

カール・フリードリヒ・ヴィルヘルム・ルートヴィヒ（Carl Friedrich Wilhelm Ludwig、1816年12月29日 - 1895年4月23日）はドイツの生理学者である。

## 生涯
ヘッセン州のヴィッツェンハウゼンで生まれた。エルランゲン大学とマールブルク大学で医学を学び、1839年にマールブルク大学で博士号を得た。10年間、マールブルクで研究や解剖学や生理学を教え、1841年に解剖主任、1842年に私講師、1846年に非常勤教授になり、1849年にチューリッヒ大学の解剖学の教授、6年後にウィーンの医学史博物館(Josephinum)の付属医学校の教授となった。1865年にライプツィヒ大学に創設された生理学教授に任命され、亡くなるまでその職にあった。
血液循環や心臓や腎臓など生物の臓器の機能について、新しい装置や手法を開発して研究した。1847年にベルリンで知り合った、ヘルマン・フォン・ヘルムホルツ、エーリヒ・ヴィルヘルム・フォン・ブリュッケ、エミール・デュ・ボア＝レーモンらとともに、生物学の研究に物理学的手法や化学的手法の導入を図った一人である。
1876年にコテニウス・メダル、1884年にイギリス王立協会のコプリ・メダルを受賞し、1869年にスウェーデン王立科学アカデミーの外国人会員に選ばれた。

## 死後
1932年にドイツ心臓病学会(German Society for Cardiology)から心臓病学の優れた研究に対して贈られる「カール・ルートヴィヒ名誉メダル」が創設された。

## 論文・著作
- Beiträge zur Lehre vom Mechanismus der Harnsecretion. Marburg 1843.
- Beiträge zur Kenntnis des Einflusses der Respirationsbewegungen auf den Blutlauf im Aortensysteme. Arch. Anat. Physiol. 13 (1847): S. 242–302; übersetzt von J. Schaefer et al.: Contributions to the knowledge of the influence of the respiratory movements on the circulation in the aortic system. Progr. Biophysics & Molecular Biology (PBMB) in: review 2014.
- Lehrbuch der Physiologie des Menschen. C.F. Winter, Heidelberg 1852
  - Erster Band. Physiologie der Atome, der Aggregatzustände, der Nerven und Muskeln. C.F. Winter, Heidelberg 1852. (Digitalisat und Volltext - Deutschen Textarchiv; Digitalisat)
  - Zweiter Band. Aufbau und Verfall der Säfte und Gewebe. Thierische Wärme. C.F. Winter, Leipzig und Heidelberg 1856. (Digitalisat und Volltext - Deutschen Textarchiv; Digitalisat)
- Arbeiten aus der physiologischen Anstalt zu Leipzig. Zehnter Jahrgang 1875. Mitgetheilt durch C. Ludwig. Verlag: S. Hirzel, Leipzig 1876